# ВНБА
Женска национална кошаркашка асоцијација (енгл. Women's National Basketball Association), позната по свом акрониму ВНБА (од енгл. WNBA), професионална је кошаркашка лига у САД. Тренутно је састављена од дванаест тимова. Лига је основана 22. априла 1996, као колега Националној кошаркашкој асоцијацији (НБА), а играње лиге почело је 1997. Регуларни део сезоне игра се од маја до септембра, при чему се Ол-Стар меч игра на средини сезоне, у јулу (осим у олимпијским годинама) и финале ВНБА се игра од краја септембра до почетка октобра. Почевши од 2020. године, додаће се турнир у средини сезоне, Куп Комесара. У почетку су се утакмице регуларног дела сезоне играле почетком јула, а у августу је био завршни меч; међутим, овај распоред подложан је изменама због пандемије ковида 19.
Пет ВНБА тимова има директне колеге из НБА лиге и играју у истој арени: Индиана Февер, Лос Ангелес Спаркс, Минесота Линкс, Њу Јорк Либерти и Финикс Меркјури. Док Атланта Дрим, Чикаго Скај, Конектикат Санс, Далас Вингс, Лас Вегас Ејсес, Сијетл Сторм и Вашингтон Мистикс не деле арену са директним колегом из НБА, иако су четири од седам (Дрим, Скај, Вингс и Мистикс) деле тржиште са НБА колегом, а Сторм је делио арену и тржиште са НБА тимом у тренутку његовог оснивања. Дрим, Скај, Сан, Вингс, Ејсес, Спапкс и Сторм су неовисно у власништву.

## Историја

### Оснивање лиге (1996–1997)
Стварање ВНБА званично је одобрио НБА одбор гувернера, 24. априла 1996, и најављена је на конференцији за штампу са Ребеком Лобом, Лизом Лесли и Шерил Свупс. ВНБА је морала да се такмичи са недавно формираном Америчком Кошаркашком Лигом, још једном професионалном женском кошаркашком лигом која је почела да игра на јесен 1996, али би престала са радом током сезоне 1998–1999.
ВНБА је почео са осам тимова: Шарлот Стинг, Кливленд Рокерс, Хјустон Кометс и Њу Јорк Либерти на Источној конференцији; и Лос Ангелес Спаркс, Финикс Меркјури, Сакраменто Монархс и Јута Старз у западној конференцији.
Иако није прва велика женска професионална кошаркашка лига у Сједињеним Државама (разлика коју држи непостојећи ВБЛ), ВНБА је једина лига која је добила потпуну подршку НБА. ВНБА логотип, „Лого Вумен“, паралелан је са НБА логотипом и изабран је од 50 различитих дизајна.

За петама много бише познатије златне медаље коју је 1996. године водила женска кошаркашка женска репрезентација САД-а на Летњим олимпијским играма, ВНБА је започео своју прву сезону 21. јуна 1997. године са мало навијача. На првој ВНБА утакмици била играли су Њу Јорк Либерти са Лос Ангелес Спаркс у Лос Ангелесу. Утакмица се преносила на националној телевизији, НБЦ. На почетку сезоне 1997. ВНБА је имао телевизијске уговоре са НБЦ-ом (носиоцем НБА права), односно заједничким улагањем компанија Волт Дизни Компани и Херст Корпорејшн, ЕСПН-ом и Лајфтајм Телевижин Нетворк. Пени Толер је постигла први поен у лиги. 